# Летние Олимпийские игры 1920
Летние Олимпийские игры 1920 (англ. 1920 Summer Olympics, фр. Jeux Olympiques d'été de 1920 — Игры VII Олимпиады проводились в Антверпене (Бельгия) с 14 по 29 августа 1920 года.

## Выбор столицы Олимпиады
Решение провести Игры VII Олимпиады в Антверпене было принято в 1918 году. На Игры также претендовали Амстердам, Гавана, Лион и три города из США Атланта, Кливленд и Филадельфия. Также претендентом на проведение игр была столица Венгрии Будапешт, но её кандидатура не рассматривалась, по причине неучастия её спортсменов.

## Организация соревнований
Официальное открытие Игр состоялось 14 августа, закрытие — 29 августа. Однако соревнования по некоторым видам спорта проводились и до открытия Игр и после их закрытия. Так, состязания фигуристов и хоккеистов проходили ещё в апреле, яхтсменов и стрелков — в июле, футболистов — в августе и сентябре. Футбольный турнир кроме самого Антверпена проходил ещё в двух городах Бельгии, это Гент и Брюссель.
На Олимпиаду не были приглашены спортсмены Германии и её стран-союзников по Первой мировой войне. Спортсмены из советской России (СССР был образован в 1922 году) также не были приглашены по политическим мотивам.
Впервые был поднят олимпийский флаг: белое шёлковое полотнище с вышитыми на нём пятью переплетёнными кольцами голубого, чёрного, красного (верхний ряд), жёлтого и зелёного (нижний ряд) цветов. Идея олимпийского флага проста: пять колец — это пять континентов. Кубертен говорил, что в символике флага скрыт и особый смысл: шесть цветов (вместе с белым фоном полотна) скомбинированы так, что являют собой национальные цвета всех без исключения стран мира.

## Страны-участницы
| - Австралия - Аргентина - Бельгия - Бразилия - Великобритания - Греция - Дания - Египет - Индия - Испания - Италия - Канада - Королевство сербов, хорватов и словенцев - Монако - Нидерланды - Новая Зеландия - Норвегия - Португалия - США - Финляндия - Франция - Чехословакия - Чили - Швейцария - Швеция - Эстония - ЮАС - Япония |
| --- |

В Олимпиаде 1920 года приняли участие следующие страны: Аргентина, Австралия, Бельгия, Бразилия, Великобритания, Греция, Дания, Египет, Индия, Испания, Италия, Канада, Люксембург, Королевство Сербов, Хорватов и Словенцев, Монако, Нидерланды, Новая Зеландия, Норвегия, Португалия, США, Финляндия, Франция, Чехословакия, Чили, Швеция, Швейцария, Эстония, Южная Африка, Япония.
Представители Аргентины, Бразилии, Монако, Финляндии (как независимое государство; ранее принимала участие отдельно от России), Чехословакии (как независимое государство; ранее принимала участие как Богемия отдельно от Австро-Венгрии), Эстонии и Королевства Сербов, Хорватов и Словенцев (ранее принимала участие Сербия) участвовали в Олимпиаде впервые.

## Олимпийские виды спорта
Соревнования проходили в таких видах спорта как бокс, борьба, велоспорт, водные дисциплины, академическая гребля, конный спорт, легкая атлетика, парусный спорт, перетягивание каната, плавание, поло, регби, современное пятиборье, стрелковый спорт, стрельба из лука, теннис, тяжелая атлетика, фехтование, фигурное катание, хоккей с шайбой и хоккей на траве.

## Церемония открытия
Праздник открытия VII Олимпиады начался с заупокойной мессы по жертвам Первой мировой войны, которую отслужил в соборе Антверпена кардинал Мерсье, а также впервые на Олимпийских играх были выпущены голуби как символ мира. Во время церемонии, на которой присутствовал король Бельгии Альберт I, известный бельгийский спортсмен — ватерполист и фехтовальщик Виктор Боэн, впоследствии председатель Бельгийского олимпийского комитета, впервые произнёс олимпийскую клятву. Церемония открытия проходила на Олимпийском стадионе Антерпена, была впечатляющей, но проходила при полупустых трибунах — стоимость билетов была слишком высока.

## Состязания и герои игр
Героем Игр стал финский спортсмен Пааво Нурми, выигравший бег на 10000 метров и кросс (личное и командное первенство) и завоевавший серебряную медаль в беге на 5000 метров. Две золотые медали завоевал англичанин Альберт Хилл: он победил в беге на 800 и 1500 метров.
Один из героев Стокгольмской Олимпиады финский стайер Ханнес Колехмайнен в Антверпене выступил только в марафонском беге, в котором оказался первым.
Три золотые медали завоевала, установив три мировых рекорда, американская пловчиха Этельда Блейбтрей — на дистанциях 100 и 300 метров вольным стилем и в эстафете 4×100 метров.
Норвежский стрелок Отто Олсен завоевал 4 золотые и 2 серебряные медали в личных и командных соревнованиях по стрельбе из винтовки.
Соревнования по парусному спорту на VII Олимпиаде закончились триумфом норвежских яхтсменов — они завоевали 7 золотых медалей.
Итальянский фехтовальщик Недо Нади добился выдающегося результата, единственного в истории мирового фехтования: завоевал 5 золотых медалей — в личных соревнованиях рапиристов и саблистов и в командных соревнованиях по фехтованию на рапирах, саблях и шпагах. От него ускользнула только личная победа в турнире шпажистов.
Гаваец Дьюк Каханамоку, выступающий за команду США, второй раз подряд завоевал титул олимпийского чемпиона на дистанции 100 метров вольным стилем.

## Статистика наград
| Летние Олимпийские игры 1920 |                |     |     |     |       |
| Место                        | Страна         | 1   | 2   | 3   | Итого |
| 1                            | США            | 41  | 27  | 27  | 95    |
| 2                            | Швеция         | 19  | 20  | 25  | 64    |
| 3                            | Великобритания | 16  | 15  | 13  | 44    |
| 4                            | Финляндия      | 15  | 10  | 9   | 34    |
| 5                            | Бельгия        | 14  | 11  | 11  | 36    |
| 6                            | Норвегия       | 13  | 9   | 9   | 31    |
| 7                            | Италия         | 13  | 5   | 5   | 23    |
| 8                            | Франция        | 9   | 19  | 13  | 41    |
| 9                            | Нидерланды     | 4   | 2   | 5   | 11    |
| 10                           | Дания          | 3   | 9   | 1   | 13    |
| 11                           | ЮАС            | 3   | 4   | 3   | 10    |
| 12                           | Канада         | 3   | 3   | 3   | 9     |
| 13                           | Швейцария      | 2   | 2   | 7   | 11    |
| 14                           | Эстония        | 1   | 2   | 0   | 3     |
| 15                           | Бразилия       | 1   | 1   | 1   | 3     |
| 16                           | Австралия      | 0   | 2   | 1   | 3     |
| 17                           | Япония         | 0   | 2   | 0   | 2     |
| 17                           | Испания        | 0   | 2   | 0   | 2     |
| 19                           | Греция         | 0   | 1   | 0   | 1     |
| 19                           | Люксембург     | 0   | 1   | 0   | 1     |
| 21                           | Чехословакия   | 0   | 0   | 2   | 2     |
| 22                           | Новая Зеландия | 0   | 0   | 1   | 1     |
|                              |                | 157 | 147 | 136 | 440   |